# Just Keep Thinking About You (canción de Gloria Gaynor)
Just Keep Thinking About You (Traducido al español: Solo sigue pensando en ti) es el tercer sencillo de la cantante estadounidense Gloria Gaynor para su décimo álbum de estudio I wish you love (2003).

## Antecedentes y Grabación
Luego del lanzamiento de Last Night en abril del 2000, Gaynor lanza un nuevo sencillo titulado ''Just Keep Thinking About You'' el 16 de junio de 2001, el nuevo sencillo se convirtió en el hit más escuchado en las discotecas de Estados Unidos y Europa posicionándose en el #1 Billboard's Hot Dance Music y en #99 de Reino Unido, luego de su popularidad, en 2002 decide incluirlo en su álbum I wish You Love mejorando la letra y ritmo, todo el proceso fue llevado a cabo por Logic Records US.